# D'Ewes Coke
El Reverend D'Ewes Coke (1747 - 12 d'abril de 1811) fou rector de Pinxton i South Normanton a Derbyshire, al Regne Unit, així com propietari d'una mina de carbó i filantrop. La seva esposa era Hannah, hereva de George Heywood de Brimington.

## Història familiar
Coke va néixer a Mansfield Woodhouse l'any 1747; fou l'únic fill de George Coke (1725–1759) de Kirkby Hall, Nottinghamshire, i la seva esposa Elizabeth, filla del Reverend Seth Ellis. George Coke era, al seu torn, fill d'un altre D'Ewes Coke (mort el 1751), de Suckley, i de la seva primera muller, Frances Coke, filla i co-hereva de William Coke de Trusley, i fou l'únic dels tres fills en sobreviure a la infantesa. El pare de Coke morí el 1759, quan el seu fill tenia només dotze anys.
El nom de D'Ewes venia de la rebesàvia de Coke, Elizabeth d'Ewes, mare del primer D'Ewes Coke. Una filla de Sir Willoughby d'Ewes, 2n Baró de Stowlangtoft Hall (Suffolk) era muller del rebesavi de Coke, Heigham Coke de Suckley. El seu avi era Sir Simonds d'Ewes, 1r Baró.
La família de Coke pot ser traçada enrere fins al segle xv, i inclou figures tan notables com George Coke, bisbe de Hereford abans que esclatés la Guerra Civil Anglesa, i Sir John Coke, secretari d'Estat del rei Carles I d'Anglaterra. A la família li pertanyien mines de carbó a Plinxton, on Coke va pagar, a més, perquè s'hi construís una escola i una residència pel mestre.
Coke era cosí de Daniel Coke (1745–1825), un procurador dels tribunals i diputat.

## Vida i família
Coke fou educat a la Repton School i al St John's College, a la Universitat de Cambridge, on fou admès com a pensioner el 13 d'octubre de 1764, mentre el seu pare era nomenat George Coke, Coronel dels 3rs Dracs del Rei a Kirkby Hall, Nottinghamshire.
Coke entrà al ministeri de l'Església d'Anglaterra el 1770, fou ordenat diaca el 23 de setembre d'aquest mateix any i sacerdot el 15 de desembre de 1771, ambdós casos a la Diòcesi de Coventry i Lichfield, i tingué les rectories de Pinxton i South Normanton, a Derbyshire, des de 1771 a 1811.
Coke es casà amb Hannah, filla de George Heywood (mort el 1818) de Brimington Hall, Nottinghamshire, on Coke va passar els seus últims anys. D'Ewes i Hannah van tenir tres fills, el més gran dels quals va ser un altre D'Ewes Coke (1774–1856); aquest fou l'hereu de Coke, i va esdevenir procurador dels tribunals. El segon fill, Sir William Coke (1776-1818) també va entrar en matèria de justícia i va esdevenir jutge a Ceylon. El tercer fill, finalment, fou John Coke DL (mort el 1841), qui serví de High Sheriff de Nottinghamshire el 1830. John Coke també fou cabdal en la fundació de la fàbrica de porcellana de Pinxton en unes terres llogades pel seu pare. Tots tres fills van tenir un paper important en l'establiment del Mansfield and Pinxton Railway, que s'inaugurà el 1819.
El retrat familiar que es mostra en aquesta pàgina fou obra de Joseph Wright de Derby; el pintà el 1782, just després que Coke i la seva esposa haguessin heretat el Brookhill Hall, prop de Pinxton. Els mostra a ells dos juntament amb el cosí de Coke, Daniel Coke, en una taula a l'aire lliure, sota un gran arbre. El focus de la composició i, aparentment, l'objecte de la discussió, és un full de paper que aguanta Daniel Coke, que podria estar relacionada amb el paisatge que no es veu. Wright col·locà a D'Ewes Coke a l'àpex del triangle, amb la seva mirada apuntant a la seva muller, mentre que els altres dos miren a la llunyania. El significat de la pintura no ha estat descobert. Coke va esdevenir membre de la Derby Philosophical Society, fundada quan Erasmus Darwin es va mudar a Derby.
Coke va morir a Bath el 12 d'abril de 1811 i fou enterrat a Pinxton.

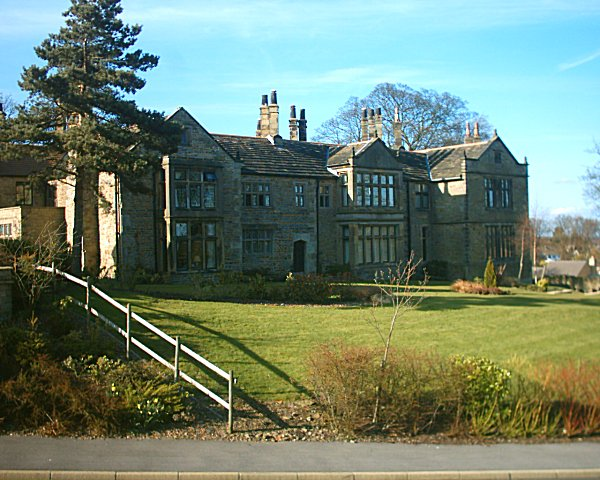
Totley Hall, heretat per Hannah Coke el 1791 del seu oncle Andrew Gillimore.

## Llegat
En el seu testament Coke va establir una organització caritativa d'educació a Pinxton, deixant cinc lliures cada any tretes dels beneficis de les seves mines de carbó per comprar llibres pels nens pobres. El 1846, els llibres eren generalment lliurats a nens que anaven a una escola que no rebia fons.